# San Francisco Chronicle
O San Francisco Chronicle é um jornal norte-americano, sendo o maior do norte da Califórnia, servindo primeiramente a Área da baía de São Francisco, mas distribuído em toda parte norte e central da Califórnia. Foi fundado em 1865 como The Daily Dramatic Chronicle pelos irmãos adolescentes Charles de Young e Michael H. de Young.